# Pré-História da Terra Brasilis
Pré-História da Terra Brasilis Livro de organização de Maria Cristina Tenório, lançado em 2000, pela Editora UFRJ. A capa de Adriana Moreno ganhou o Prêmio Jabuti de 2000.

## Tema
O livro traz o esforço de alguns pesquisadores preocupados com a falta de visibilidade da Pré-História brasileira, tanto no ensino formal, quanto para o público em geral. Tenório procurou reunir arqueólogos de diferentes linhas teóricas resultando em capítulos muito desiguais e com posturas epistemológicas variadas e divergentes, o que não deve passar despercebido mesmo para o leitor genérico a que destina o livro.
A última parte traz uma coletânea de artigos organizada de modo a oferecer uma linha cronológica das diversas manifestações materiais encontradas em território brasileiro, desde os primeiros caçadores até as sociedades agricultoras e ceramistas. Para além da descrição, cada autor busca trazer alguns problemas e reflexões sobre os vestígios que procura explicar.